# Petaloproctus tenuis
Petaloproctus tenuis är en ringmaskart som först beskrevs av Johan Hjalmar Théel 1879.  Petaloproctus tenuis ingår i släktet Petaloproctus och familjen Maldanidae. Inga underarter finns listade i Catalogue of Life.